# Де ла Калье, Умберто
Умберто де ла Калье Ломбана (исп. Humberto de La Calle Lombana; род. 14 июля 1946, Manzanares, Кальдас) — колумбийский юрист, политический и государственный деятель, вице-президент (1994—1996).

## Биография
Родился 14 июля 1946 года в городе Мансанарес, департамент Кальдас, Колумбия. Учился в Университете Кальдаса, по окончании которого получил диплом юриста. Затем де ла Калье продолжил практиковать международное право в Межамериканском судебном комитете.
В ранние годы своей юридической карьеры де ла Калье работал в ряде частных юридических фирм, а с 1978 года начал вести преподавательскую деятельность, получив степень профессора. В 1986 году он был назначен помощником судьи Верховного суда Колумбии, а затем стал главным регистратором актов гражданского состояния.
В 1993 году де ла Калье рассматривался сторонниками президента Сесара Гавирии в качестве возможного кандидата на пост главы государства. В результате он покинул свой пост для участия в президентской гонке, однако, проиграл голосование ещё на этапе партийного собрания, где была определена окончательная кандидатура Эрнесто Сампера. Позднее Сампер предложил де ла Калье пост вице-президента.
На протяжении всей совместной работы отношения Сампера и де ла Калье оставались напряжёнными, а после скандала, в ходе которого было раскрыто, что президентская кампания Сампера финансировалась наркокартелем Кали, де ла Калье оставил пост вице-президента и потребовал отставки Сампера.
В дальнейшем де ла Калье вступил в союз с Андресом Пастраной, который на выборах 1998 года был избран президентом. После официального вступления в должность он назначил де ла Калье послом в Великобритании. Спустя два года он занял пост министра внутренних дел, где работал на протяжении одного года.
1 октября 2012 года президент Хуан Мануэль Сантос назначил де ла Калле главным переговорщиком правительства с Революционными вооружёнными силами Колумбии в рамках Колумбийского мирного процесса, который проходил в Гаване. Позднее де ла Калье участвовал в президентских выборах 2018 года, надеясь помешать Ивану Дуке Маркесу избраться и прекратить колумбийский мирный процесс.
В 2022 году де ла Калье был избран сенатором от Зелёной партии. Вскоре после этого он был исключён из партии из-за конфликта с Ингрид Бетанкур.